# Chaosbreed
Chaosbreed ist eine Supergroup aus Finnland, die traditionellen Death Metal spielt.

## Bandgeschichte
Gegründet wurde die Band 2003 von Taneli Jarva (Ex-Sentenced, Ex-Impaled Nazarene, The Black League), Esa Holopainen, Marko Tarvonen (Moonsorrow, Arthemesia, The Wicked, Lakupaavi), Nalle Österman (Ex-Gandalf, Ex-Lullacry, Ex-Shaman) und Olli-Pekka „Oppu“ Laine.
Bereits wenige Wochen nach Ankündigung der Zusammenarbeit stellten Chaosbreed im Mai 2003 auf ihrer Website die Demo Unleashed Carnage bereit, die später von dem finnischen Label Rising Realm Records in etwas erweitertem Zustand auch auf CD gepresst wurde. Nachdem ursprüngliche Pläne, das Debütalbum im Sommer 2003 im Sunlight Studio aufzunehmen, aufgrund von Terminschwierigkeiten aufgegeben werden mussten, begannen im September desselben Jahres die Arbeiten im CCPC Studio mit Unterstützung von Santeri Kallio und Niclas Etelävuori (beide Amorphis). Am 18. Dezember 2003 wurde ein Vertrag mit dem Label Century Media bekannt gegeben, das am 26. April 2004 das Album Brutal als CD und als auf 500 Stück limitierte Vinyl veröffentlichte. Kurz danach erschien im Juli auch eine Split-CD mit der finnischen Hardcore-Band Rytmihäiriö.
Im April 2005 gab Chaosbreed bekannt, dass sich die Band mit 6. April von Taneli Jarva und Esa Holopainen getrennt hätte und für eine bevorstehende Tour mit Grave neue Mitglieder suchen würde. Zehn Tage später wurde angekündigt, die geplante Tour doch im Original-LineUp zu spielen, nur um eine Woche darauf zu verkünden, dass die Band nun doch nicht an der Grave-Tour teilnehmen würde. Ein letztes offizielles Lebenszeichen von Chaosbreed gab es im Oktober 2005, als mitgeteilt wurde, dass bis auf weiteres keine Auftritte mehr stattfinden würden.

## Diskografie
- 2003: Unleashed Carnage (Demo; Rising Realm Records)
- 2004: Brutal (Century Media)
- 2004: Chaosbreed/Rytmihäiriö (Split, Homorock Records)